# Mario Zanasi
Mario Zanasi (né à Bologne le 8 janvier 1927 et mort le 19 mars 2000) est un baryton italien.

## Biographie
Mario Zanasi est né à Bologne et étudie pendant six ans au Conservatoire Giovanni Battista Martini de sa ville natale. Il complète sa formation à l'école d'opéra du Teatro alla Scala de Milan.
Mario Zanasi fait ses débuts à Florence en 1953 dans le rôle de Monterone de Rigoletto. Il parait par la suite dans la plupart des théâtres lyriques d'Italie ainsi qu'au Portugal, en France, en Belgique et en Allemagne. L'année 1958 voit ses débuts au Royal Opera House de Londres aux côtés de La Callas. et au Metropolitan Opera de New York. Il se produit également à Dallas, San Francisco, Chicago ainsi qu'à Vienne, Zurich.
Il interprète la majorité des grands rôles de baryton du répertoire italien. On peut l'entendre dans divers enregistrements « live » notamment La traviata aux côtés de Maria Callas et Cesare Valletti, Beatrice di Tenda avec Leyla Gencer, Maria di Rohan avec Virginia Zeani, ainsi qu'en « dvd » dans Lucia di Lammermoor avec Renata Scotto et Carlo Bergonzi et dans Un ballo in maschera avec Antonietta Stella et Carlo Bergonzi à nouveau.